# 镁铝合金
鎂鋁合金是一種在鋁合金中加入鎂金屬的合金，在鋁合金編號中獲編53xx的號碼序列。鎂鋁合金的優點，在於它有跟鋼一樣的強度和硬度，但重量卻比鋼輕得多，跟塑膠很接近。因此，因其質量輕，具有良好熱傳導能力，故常用於需重視散熱的電子器材。它普遍用於手提電腦的外殼。
鎂鋁合金由鎂錠和鋁錠在保護氣體中高溫熔融而成，其組成有：簡單的物理混合與已改變晶體結構的物理混合兩種說法。